# Kapfenberger SV
Die Kapfenberger SV (offiziell Kapfenberger Sportvereinigung) ist ein österreichischer Sport- und Fußballverein aus der steirischen Stadt Kapfenberg. Er ist seit 1997 ein selbständiger Zweigverein der Kapfenberger Sportvereinigung. Seit dem Abstieg 2012 spielt der Verein in der zweiten Liga. Die Vereinsfarben sind Rot-Weiß.

## Geschichte

### Kapfenberger SC
Gegründet wurde der Vorläufer des Vereins am 4. September 1919 als Kapfenberger Sportclub. Bereits im Jahr 1922 spielte der Kapfenberger SC in der 1. Klasse Steiermark und feierte mit dem Gewinn des Steirischen Landescups seinen ersten größeren Erfolg. 1925 wurde der Verein obersteirischer Meister, verlor jedoch das Spiel um die gesamtsteirische Meisterschaft gegen den SK Sturm Graz klar mit 1:4. Die beste Platzierung in der 1. Klasse erreichte der Kapfenberger SC in der Saison 1935/36 mit dem 3. Rang. Im Spieljahr 1940/41 wurde die Qualifikation zur höchsten Spielklasse mit dem 2. Rang hinter dem SK Sturm Graz nur knapp verpasst. In der Folgesaison eroberte der Verein endlich den Meistertitel der Gauliga Steiermark durfte jedoch nicht in die höchste Liga aufsteigen, da diese vorübergehend wieder nur den Wiener Vereinen vorbehalten war. 1942/43 gewann der Kapfenberger SC die steirische Meisterschaft mit einem 0:2 und 6:1-Erfolg gegen die BSG Rosental und qualifizierte sich damit für die Aufstiegsspiele zur Gauliga Ostmark. Mit drei Siegen und einer Niederlage scheiterte der Klub nur aufgrund der Tordifferenz am LSV Markersdorf an der Pielach. Nach dem Krieg spielte der Kapfenberger SC sehr erfolgreich in der neu gegründeten steirischen Landesliga und belegte immer einen Rang unter den ersten drei.

### Kapfenberger SV
Am 23. März 1947 wurde der Verein schließlich mit den zusätzlichen Sektionen Tischtennis, Handball und Ski als Kapfenberger Sportvereinigung neugegründet. Die größten Erfolge erreichte die Fußballabteilung der Kapfenberger Sportvereinigung in den 1950er und 1960er Jahren mit der Zugehörigkeit zur A-Liga sowie in den 1980er Jahren mit der Zugehörigkeit zur 2. Division.
Aus dieser Zeit stammt auch das geflügelte Wort „Simmering – Kapfenberg, das nenn i Brutalität“, das der österreichische Kabarettist und Schauspieler Helmut Qualtinger mit einer Aussage seiner Kunstfigur Travnicek schuf. Qualtinger besuchte am 12. Oktober 1958 ein Match der beiden Vereine. In einem harten, aber weder unfairen noch brutalen Spiel erzielte der Kapfenberger Stürmer Helmut „Haube“ Hauberger in der ersten Hälfte das 1:0, stieß in der letzten Spielminute mit dem Simmeringer Tormann Bruno Engelmeier zusammen und erlitt einen offenen Knochenbruch, woraufhin er seine Karriere als Fußballspieler beenden musste.
1997 wurde der Verein, der zuvor als Sektion der Kapfenberger Sportvereinigung geführt wurde, zu einem rechtlich eigenständigen Verein.
Nach 15 Jahren in der steirischen Landesliga bzw. in der Regionalliga Mitte, spielt der Verein seit der Saison 2002/03 wieder in der zweithöchsten Spielstufe, der Ersten Liga. In der Saison 2004/05 scheiterte der Verein als Vizemeister hinter der Mannschaft der SV Ried am Aufstieg in die Bundesliga. Nach dem Höhenflug beendete man die Saison 2006/07 auf einem Abstiegsplatz, nur der gleichzeitige Lizenzentzug des Grazer AK und der Admira führte letztlich am grünen Tisch zum Verbleib in der Liga. Bereits eine Spielzeit später konnten die Falken mit einem 1:1 beim SV Bad Aussee drei Runden vor Schluss den Aufstieg in die Bundesliga fixieren.

### Bundesliga
Am 9. Juli 2008 spielte die KSV erstmals seit 41 Jahren wieder in der höchsten Spielklasse Österreichs. Gegner war an diesem Abend der LASK Linz, der das Spiel mit einem 1:0-Sieg für sich entscheiden konnte. Am 9. Mai 2009 konnte mit einem 2:0-Sieg über den SK Austria Kärnten, bereits drei Runden vor Schluss, der Klassenerhalt fixiert werden. Schlussendlich wurde die Saison auf dem achten Platz abgeschlossen. Historisches ereignete sich am 1. November 2009, dem 14. Spieltag der Saison 2009/10, als Kapfenberg nach 13 absolvierten Ligaspielen mit acht erzielten Toren auf dem vorletzten Tabellenplatz rangierte. In der 14. Runde traf man vor eigenem Publikum auf den LASK, den man mit 7:2 besiegte. Dieses Ergebnis bedeutet für die Kapfenberger SV den höchsten Sieg in der Bundesliga-Geschichte des Vereins, der schlussendlich in der Saison 2009/10 den 9. Platz vor dem Absteiger Kärnten belegte. Auch in der Saison 2010/11 gelang es den Ligaerhalt noch als Vorletzter zu sichern. Im November 2011 trennte man sich aufgrund der sportlichen Misserfolge von Erfolgstrainer Werner Gregoritsch. Sein Nachfolger wurde Thomas von Heesen. Doch das Team landete im Spieljahr 2011/12 mit 23 Punkten abgeschlagen auf dem letzten Platz und musste den bitteren Weg in die „Heute für Morgen Erste Liga“ antreten.

### Zweite Liga 2011 bis heute
Von Heesen, der den Verein auch in der zweiten Spielklasse weiterbetreute wurde am 10. November 2012 von seinen Traineraufgaben entbunden und durch den bisherigen Nachwuchskoordinator Klaus Schmidt ersetzt, der mit einer starken Rückrunde und am Ende der Saison 2012/13 den Klassenerhalt schaffte. Im Juni 2013 trennte sich der Verein einvernehmlich von Schmidt, obwohl dieser eine erfolgreiche Bilanz aufzuweisen hatte. Sein Nachfolger wurde der bisherige KSV-Amateur-Trainer und ehemalige österreichische Ex-Internationale Kurt Russ. Dieser trainierte das Team 3 Jahre lang bis zum Ende der Saison 2015/16. Zur Saison 2016/17 wurde Abdulah Ibraković Trainer der Kapfenberger, der im Mai 2017 durch Robert Pflug ersetzt wurde, der aber kurz nach dem Start der Saison 2017/18 im August 2017 aus privaten Gründen (Krankheitsfall in der Familie) sein Amt niederlegen musste und der Trainer der zweiten Mannschaft Stefan Rapp übernahm das Team. Am 18. Mai 2018 wurde Rapp unmittelbar nach Schluss des Spiels gegen den Floridsdorfer AC (3:3) entlassen. Grund der Entlassung war, dass Rapp in einem Interview mit dem TV-Sender Sky-Sport Austria ankündigte, dass er nach Saisonschluss sein Engagement bei der Kapfenberger SV beenden wird und Co-Trainer Karl-Heinz Kubesch übernahm die letzten zwei Spiele. Zur Saison 2018/19 wurde Kurt Russ erneut verpflichtet, der verließ den Zweitligisten noch während der laufenden Saison 2019/20 im Juli 2020 und Co-Trainer Vladimir Petrovic übernahm bis zum Saisonende. Eigentlich wäre man als Tabellenletzter abgestiegen, doch aufgrund des COVID-19-Pandemie bedingten Abbruch der Regionalligasaison gab es keine Absteiger. Zur Saison 2020/21 wurde Abdulah Ibrakovic ein zweites Mal als Trainer der KSV verpflichtet und erreichte den 10. Platz. In der Vorrunde der Saison 2021/22 verließ Ibraković im November 2021 die KSV und wechselte in den Kosovo zum FC Prishtina und Co-Trainer David Sencar und Amateure-Coach Vladimir Petrovic übernahmen interimistisch. Im Oktober 2022 übernahm Abdulah Ibrakovic  zum dritten Mal die Leitung des derzeitigen Tabellenletzten. Dabei trat Sencar wieder in die Rolle des Co-Trainers zurück. Nach einer überragenden Rückrunde mit nur drei Niederlagen erhielten sie wieder die Klasse. Zur Saison 2023/24 startete das Team zunächst solide, gewann aber nach dem Jahreswechsel nur noch ein Spiel, woraufhin Ibraković im April 2024 entlassen wurde. Kapfenberg lag zu diesem Zeitpunkt knapp vor den Abstiegsrängen auf dem 13. Platz und Spieler Matthias Puschl übernahm als Interimslösung das Team. Unter seiner Führung holte das Team aus den letzten fünf Saisonspiele sechs Punkte und beendete die Spielzeit als Zwölfter. Zur Saison 2024/25 wurde Ismail Atalan verpflichtet während Puschl erneut als Spieler aktiv wurde.

## Aktueller Vorstand
- Präsident: Erwin Fuchs

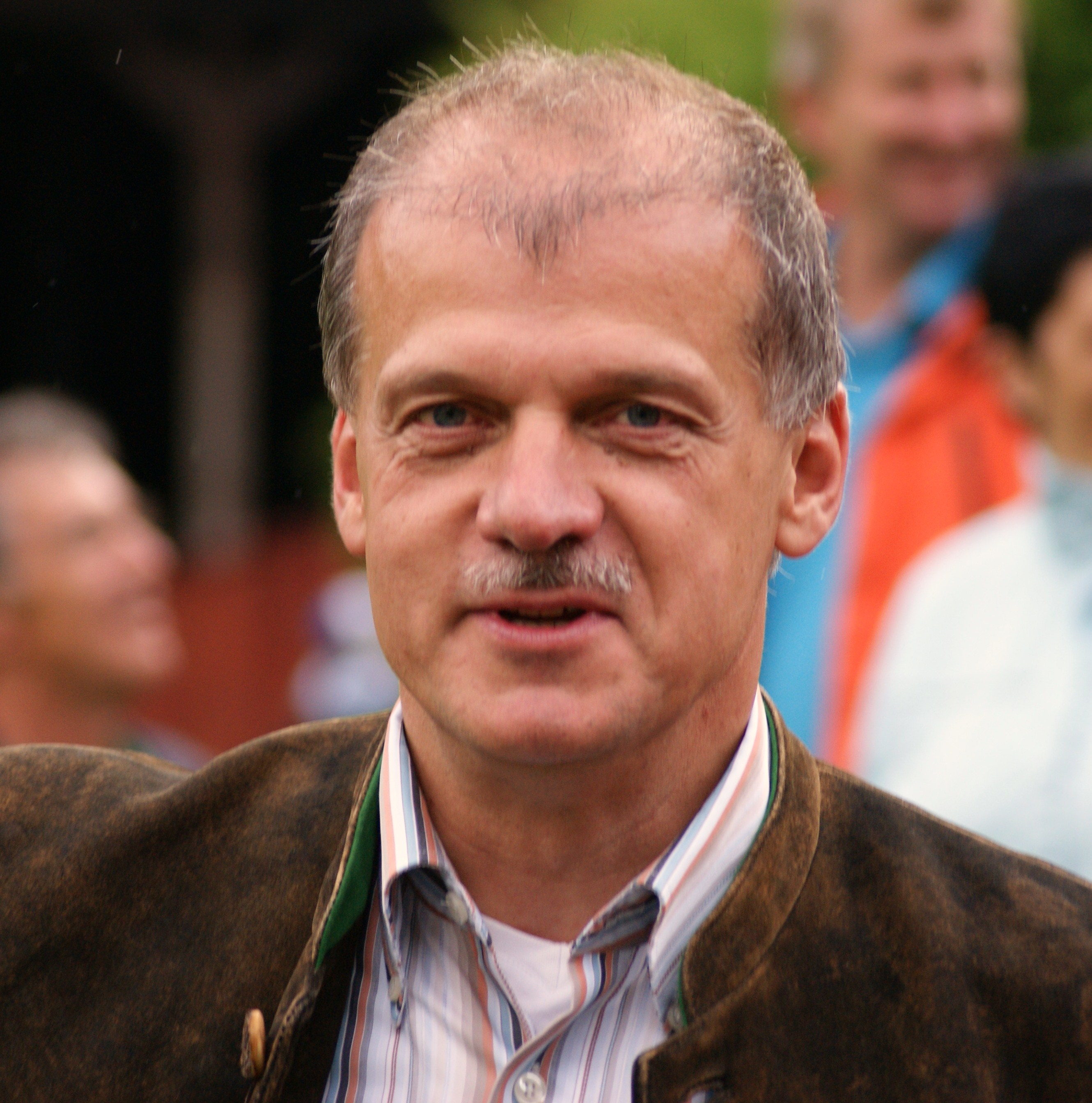
Präsident Erwin Fuchs

- Vize-Präsidenten: Günter Heber und Klaus Sommerauer
- Wirtschaft und Finanzen: Günter Krenn
- Manager: Herbert Wieger
- Marketing: Nicole Präpasser

## Sponsoring
Der offizielle Vereinsname des Vereins lautete unter Einbeziehung des Sponsornamens in der Saison 2005/06 SV Stadtwerke Kapfenberg. In seiner Geschichte trat der Verein lange Zeit als KSV Böhler auf, um auf die Sponsortätigkeit der Böhler-Werke hinzuweisen.
In der Saison 2007/2008 war der Hauptsponsor wieder die Böhler-Werke, da die Stadtwerke den Vertrag nicht verlängert hatten.
Der Ausrüster sind die Sportartikelfirma Erima sowie die Firma Peeroton. Bis zum Jahre 2003 war die Puma AG Ausrüster der Kapfenberger. Im Juli 2008 wurde die Investmentgruppe Superfund Hauptsponsor des Vereins, weshalb die Mannschaft unter Miteinbeziehung des Sponornamens als KSV Superfund auftrat.

## Titel und Erfolge
- 2 × Steirischer Landesmeister: 1942, 1943
- 2 × Steirischer Landespokalsieger: 1940, 1941
- 5 × Meister Zweite Spielstufe: 1943 (Landesklasse), 1954 (B-Liga), 1961, 1963, 1974 (Regionalliga Mitte), 2007/08 (Red Zac Erste Liga)
- 1 × Meister Dritte Spielstufe: 2002 (Regionalliga Mitte)

## Kampfmannschaft

### Trainerteam
Stand: 12. Juli 2025
| Funktion        | Name               | Geburtsdatum | Nationalität | beim Verein seit | letzter Verein   |
| --------------- | ------------------ | ------------ | ------------ | ---------------- | ---------------- |
| Interimstrainer | Mario Grgić        | 10.09.1991   | Osterreich   | 07/2025          | Co-Trainer       |
| Torwart-Trainer | Matthias Götzinger | 18.01.1988   | Osterreich   | 07/2024          | SV Allerheiligen |

### Aktueller Kader
Stand: 15. August 2025
| Rücken- nummer | Name               | Geburtsdatum | Nationalität            | beim Verein seit | letzter Verein          |
| Torhüter       | Torhüter           | Torhüter     | Torhüter                | Torhüter         | Torhüter                |
| -------------- | ------------------ | ------------ | ----------------------- | ---------------- | ----------------------- |
| 01             | Richard Strebinger | 14.02.1993   | Osterreich              | 07/2023          | SV Ried                 |
| 22             | Vinko Colic        | 19.01.2003   | Osterreich              | 07/2024          | FC Trofaiach            |
| 36             | David Puntigam     | 24.11.2003   | Osterreich              | 07/2024          | SK Austria Klagenfurt   |
| Verteidigung   |                    |              |                         |                  |                         |
| 03             | Moritz Römling     | 30.04.2001   | Deutschland             | 07/2024          | VfL Bochum              |
| 06             | Antonio Popic      | 12.12.2006   | Osterreich              | 07/2025          | Kapfenberger SV II      |
| 19             | Julian Turi        | 03.07.2001   | Osterreich              | 07/2024          | DSV Leoben              |
| 28             | Nico Mikulic       | 18.09.2006   | Osterreich              | 07/2024          | Kapfenberger SV II      |
| 33             | Olivier N’Zi       | 20.12.2000   | Elfenbeinküste          | 10/2020          | OS Abobo                |
| 37             | Maximilian Hofer   | 30.08.2005   | Osterreich              | 07/2023          | Kapfenberger SV II      |
| Mittelfeld     |                    |              |                         |                  |                         |
| 05             | Meletios Mišković  | 27.07.1999   | Serbien                 | 02/2022          | SVG Reichenau           |
| 08             | Moritz Berg        | 07.08.2003   | Deutschland             | 07/2025          | FC Viktoria 1889 Berlin |
| 10             | Bleron Krasniqi    | 18.05.2002   | Kosovo                  | 07/2024          | FC Schalke 04 II        |
| 16             | Adrian Marinovic   | 29.04.2005   | Osterreich              | 01/2024          | Kapfenberger SV II      |
| 17             | Robin Littig       | 31.03.2003   | Deutschland             | 07/2025          | SpVgg Unterhaching      |
| 20             | Florian Prohart    | 12.01.1999   | Osterreich              | 07/2024          | SV Lafnitz              |
| 41             | Marco Pranjkovic   | 03.05.2006   | Osterreich              | 09/2024          | Kapfenberger SV II      |
| 71             | Thomas Maier       | 18.04.1998   | Osterreich              | 02/2025          | DSV Leoben              |
| Angriff        |                    |              |                         |                  |                         |
| 07             | Marc Helleparth    | 04.04.2001   | Osterreich              | 07/2024          | FCM Traiskirchen        |
| 11             | Lamine Touré       | 20.12.2003   | Senegal                 | 07/2025          | Bourges Foot 18 (Leihe) |
| 18             | Jose-Andrei Rostas | 23.08.2008   | Rumänien                | 07/2025          | NWZ Kapfenberg          |
| 23             | Luca Hassler       | 13.12.2003   | Osterreich              | 07/2021          | Kapfenberger SV III     |
| 27             | Adin Omić          | 20.05.1999   | Bosnien und Herzegowina | 02/2025          | SV Stripfing            |
| 34             | Faris Kavaz        | 21.06.2006   | Osterreich              | 01/2024          | Kapfenberger SV II      |

### Transfers
Stand: 24. Juli 2025
| Zugänge: | Abgänge: |
| Sommer 2025 | Sommer 2025 |
| --- | --- |
| - Moritz Berg (FC Viktoria 1889 Berlin) - Robin Littig (SpVgg Unterhaching) - Lamine Touré (Bourges Foot 18, Leihe) | - Julius Bochmann (Chemnitzer FC) - Lewan Eloschwili (Schwarz-Weiß Bregenz) - Simon Filipovic (Floridsdorfer AC) - Florian Haxha (Motor Lublin) - David Heindl (FC Bayern München II) - Alexander Hofleitner (Grazer AK) - Maximilian Jus (SV Wildon) - Marcel Kopeinig (SV Wildon) - David Oberbauer (DSV Leoben) - Jan Steinhuber (DSV Leoben) - Lukas Thonhofer (TuS Bad Waltersdorf) - Kemal Eren (vereinslos) - Maximilian Kerschner (vereinslos) - Michael Lang (Grazer AK, Leih-Ende) |

## Stadion

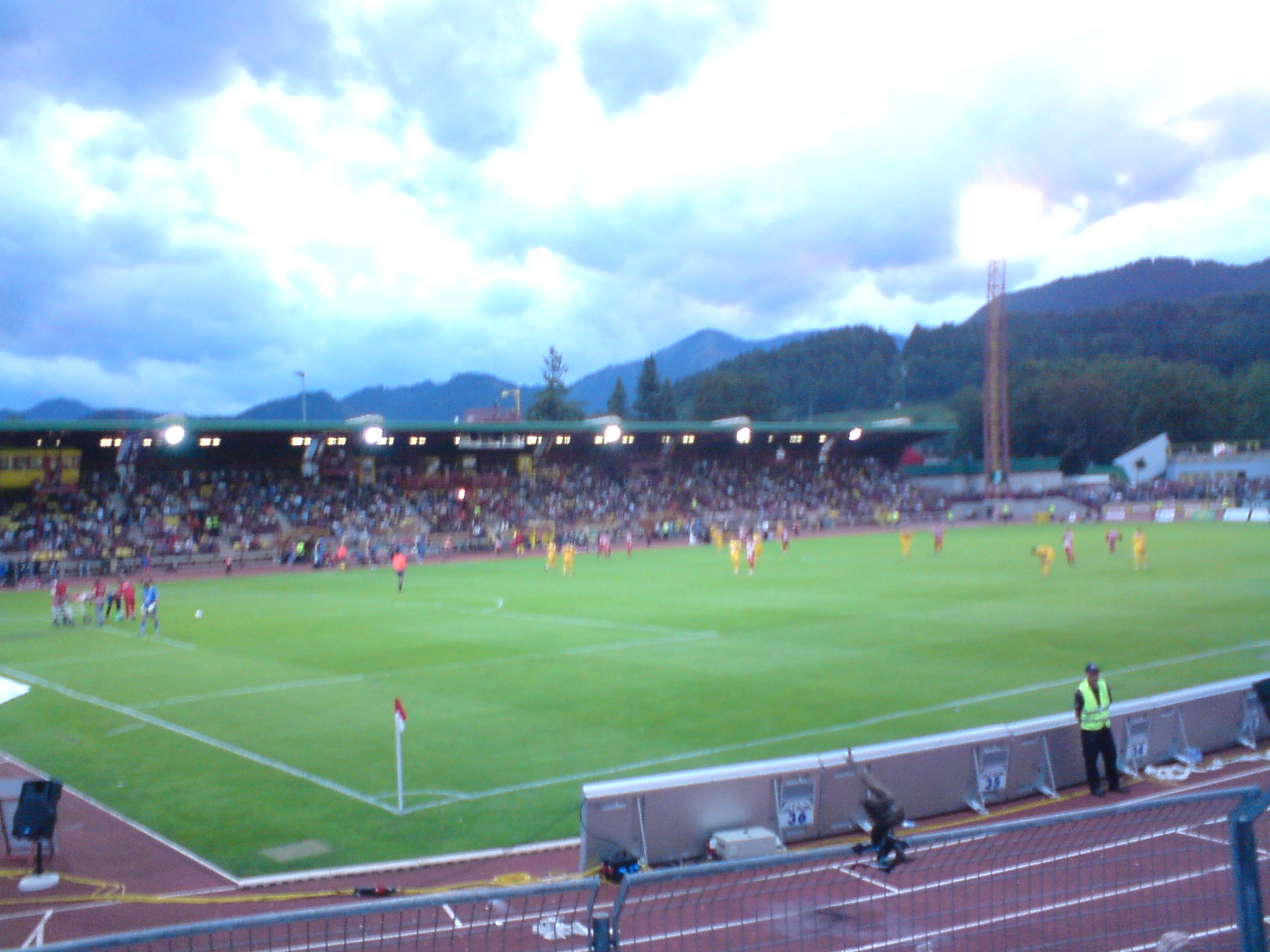
Franz-Fekete-Stadion beim Steirer-Derby zwischen der Kapfenberger SV und dem SK Sturm Graz am
9. August 2008

Die Kapfenberger SV trägt ihre Heimspiele im Franz-Fekete-Stadion aus. Das Stadion wurde 1950 unter dem Namen Alpenstadion eröffnet und ist seit 2001 nach dem ehemaligen Kapfenberger Bürgermeister Franz Fekete benannt. Es verfügt über 2000 Sitzplätze auf der überdachten Haupttribüne, wobei im Jahre 2009 noch 1500 zusätzliche Sitzplätze installiert werden sollten. Ebenfalls will man 2009 die knapp 8000 Stehplätze, die derweil noch unter freiem Himmel sind, überdachen. Namensgeber Fekete starb am 20. Februar 2009 im Alter von 87 Jahren.

## Fanszene
Die Kapfenberger SV hat eine eher kleine Fanszene. Aktuell gibt es drei Fangruppierungen, von denen alle nur wenige Mitglieder zählen. Die Fangruppe mit dem längsten Bestehen sind die „REDS“, die ihren Fanklub im Jahre 2003 gründeten und deren Mitgliederbestand sich zumeist aus Jugendlichen aus der Obersteiermark zusammensetzt. Die anderen zwei Fangruppen sind „Die wilden Falken“ und „Die grauen Falken“. Zudem gab es einen Fanclub namens „KSV-Commando Nord“, welcher sich aber wieder auflöste.
Seit der Saison 2009/10 verfügt man in einem der Sektoren des Stadions über einen eigenen Fanblock, welcher nur Saisonkartenbesitzern und Mitgliedern der Fanklubs zugänglich ist. Bis zum Ende der Saison 2008/09 waren die verschiedenen Anhängerschaften im gesamten Stadion verteilt. Seitdem setzt man auf Zusammenhalt, um auch eine bessere Stimmung während der Spiele zu verbreiten.

## II. Mannschaft
Die zweite Mannschaft der Kapfenberger SV spielt in der Oberliga, der fünfthöchsten Leistungsstufe. Zweck und Zielsetzung der Mannschaft ist, den Spielern den Übergang aus dem Nachwuchsbereich der AKA Kapfenberg, in den Profibereich zu ermöglichen. Zusätzlich zur zweiten Mannschaft betreibt der Klub noch die Mannschaften ASC Rapid Kapfenberg/Kapfenberger SV III und Kapfenberger SV IV.